# اگرپلاس، ساسکاتون
اگرپلاس، ساسکاتون (به انگلیسی: Agriplace, Saskatoon) یک منطقهٔ مسکونی در کانادا است که در ساسکاچوان واقع شده است.